# NGC 5553
NGC 5553 este o liner situată în constelația Boarul. A fost descoperită în 6 mai 1831 de către John Herschel.